# Zentrum (Chemnitz)
Zentrum, Chemnitz-Zentrum – dzielnica miasta Chemnitz w Niemczech, w kraju związkowym Saksonia. 